# Bad Radkersburg
Bad Radkersburg (slovenă: Radgona; magh. Regede) este un oraș cu 1.384 loc, (în 2009) situat în districtul Radkersburg, Steiermark, Austria.

## Personalități născute aici
- Franz Prášil (1857 - 1929), inginer, profesor universitar austriac.